# Civil Courts Building
El Civil Courts Building es un edificio emblemático utilizado por el Tribunal del 22º Circuito Judicial de Misuri en la ciudad de San Luis, en el estado de Misuri (Estados Unidos). Su techo piramidal se destaca en el centro de las fotos del Arco Gateway desde el lado de Illinois, pues su ubicación en Memorial Plaza está alineada en el medio directamente detrás del Old Courthouse. Fue terminado en 1929, tiene 13 pisos y una altura de 117,70 metros. Es el séptimo edificio más alto de la ciudad.

## Historia
Fue parte de una emisión de bonos de $ 87 millones ratificada por los votantes en 1923 para construir edificios monumentales a lo largo de Memorial Plaza, que también incluía el Kiel Auditoriumy el Edificio de Servicios Municipales. La Plaza y los edificios eran parte del plan City Beautiful  de la ciudad de San Luis.
Reemplazó al Antiguo Palacio de Justicia como el edificio de la corte de la ciudad y su construcción llevó a los descendientes del padre fundador Auguste Chouteau a demandar sin éxito a la ciudad para recuperar el Antiguo Palacio de Justicia, ya que la estipulación era que siempre sería el palacio de justicia
El techo de la pirámide en la parte superior fue diseñado para parecerse al Mausoleo de Halicarnaso, que fue una de las Siete Maravillas del Mundo Antiguo. Cuenta con 32 columnas jónicas. Cada una de las columnas tiene 6 tambores estriados y una tapa, y miden aproximadamente 13 m de alto y 1,6 metros de diámetro. Están hechos de piedra caliza de Indiana.
El techo está hecho de aluminio fundido y está coronado por dos estructuras en forma de esfinge de 3,7 m de altura con la flor de lis de San Luis adornada en los cofres. Estas criaturas parecidas a esfinges fueron esculpidas por el escultor de Cleveland, Steven A. Rebeckk.
Algunos elementos arquitectónicos del edificio se han eliminado en renovaciones y se han llevado al sitio de almacenamiento de Sauget, Illinois, de la St. Louis Building Arts Foundation
Durante St. Louis PrideFest, el edificio ha iluminado sus columnas en un patrón de arcoíris giratorio. En 2016, la parte superior del edificio se iluminó con 49 luces violetas para mostrar solidaridad con las víctimas de la Masacre de la discoteca Pulse de Orlando. La tradición del Orgullo LGBT comenzó en 2012, cuando el edificio se iluminó por primera vez.